# Taxithelium meiothecioides
Taxithelium meiothecioides är en bladmossart som beskrevs av Brotherus 1928. Taxithelium meiothecioides ingår i släktet Taxithelium och familjen Sematophyllaceae. Inga underarter finns listade i Catalogue of Life.